# 水龙属
水龙属（学名：Jussiaea）是柳叶菜科下的一个属，为湿生或沼生草本植物。该属共有约50种，主要分布于热带地区。